# Maria Magdalenakerk (Zaandam)
De Oudkatholieke schuilkerk Heilige Maria-Magdalena  is een kerkgebouw in het centrum van de Noord-Hollandse stad Zaandam. Het pand is een zogenaamde schuurkerk en sinds 29 mei 1969 een rijksmonument.
De Nicolaaskerk in Krommenie heeft in 1970 de functie van Oud-Katholiek gebedshuis overgenomen middels een fusie van twee parochies. Het kerkgebouw in Zaandam heeft de functie van kerkgebouw behouden doordat 'Basisgemeente Ecclesia' er eens per drie weken gebruik van maakt. Sinds begin 2016 worden op de overige zondagen diensten gehouden door 'Mattheüskerk Zaanstreek', een in dat jaar gestichte zelfstandige kerkgemeenschap van gelovigen afkomstig uit de Rooms-Katholieke Kerk.
Vanaf 3 oktober 2019 heeft de kerk onder de naam 'Muziekhaven' een nieuwe functie gekregen als centrum voor kamermuziek, waar musici kunnen repeteren. Op zondagen worden er nog steeds kerkdiensten gehouden.

## Geschiedenis
De schuilkerk is in 1695 gebouwd, in de tijd dat niet calvinistische godshuizen alleen oogluikend werden toegestaan. De kerk is ook enige tijd in gebruik geweest als remonstrantse kerk.

## Exterieur
De schuilkerk is vormgegeven als zijnde een schuur, alleen aan de rondboogvensters is te zien dat het een kerk betreft.
In de tuin stond tot 2007 een noodgebouw, dit is gesloopt naar aanleiding van een interne verbouwing. Hierdoor is de tuin verbouwd.

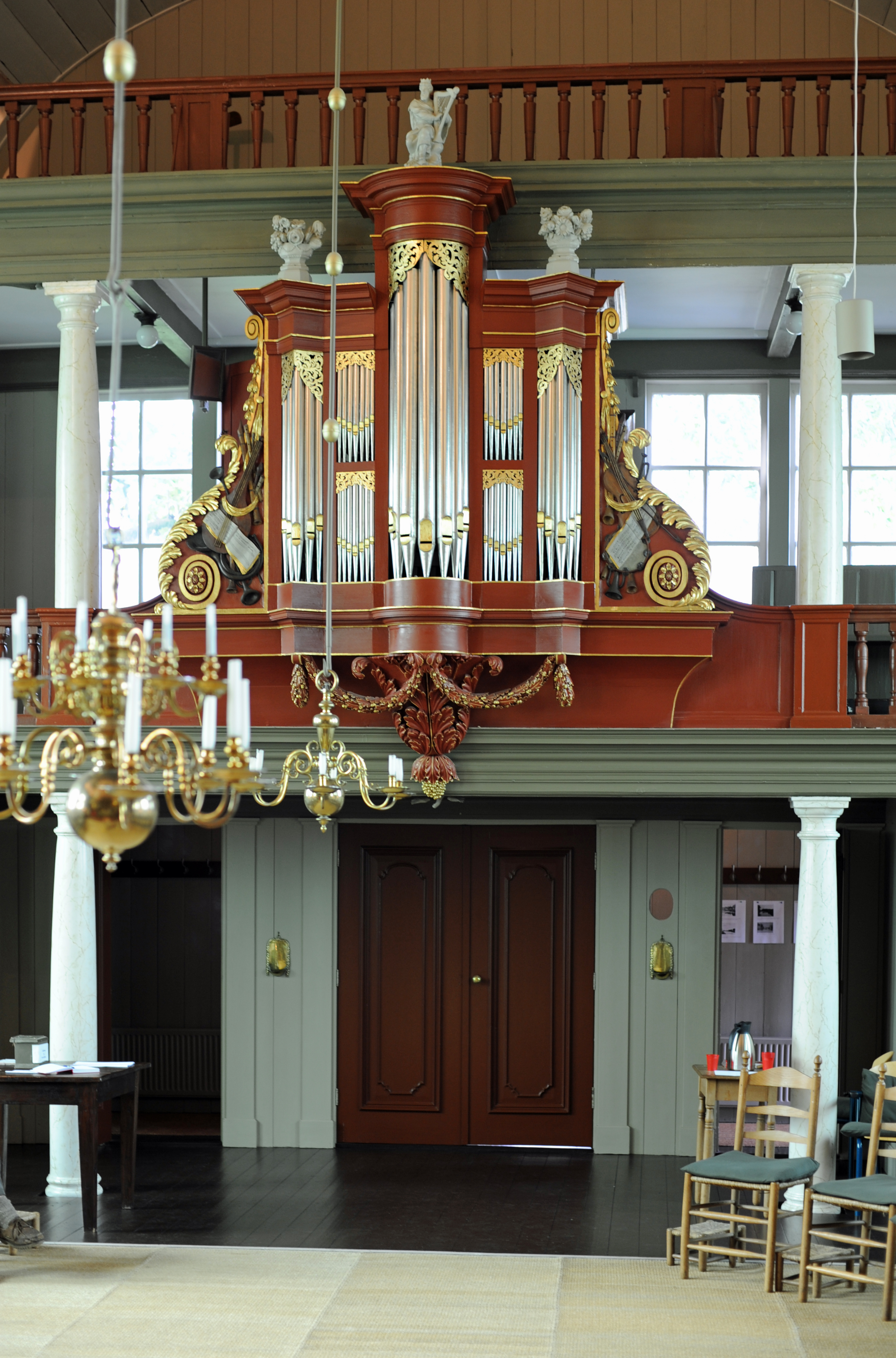
Het orgel in 2015

## Interieur
In de kerk bevinden zich meerdere beelden, waaronder beelden van Willibrord en Bonifatius, deze zijn op het tabernakel geplaatst. Andere elementen zoals het meubilair, altaar met schilderstuk, kandelaars, preekstiel en meer zijn allemaal in de stijl van de barok gemaakt.
Het orgel uit 1714 is afkomstig uit de De Paauw, een schuilkerk aan de Keizerstraat in Amsterdam. Het orgel is in 1809 in Zaandam geplaatst.

## Rijksmonument
Onder de bescherming vallen de volgende onderdelen:
- altaar met schilderstuk,
- tabernakel met beelden van Willebrord en Bonifacius
- kandelaars
- eiken balie voor de doopruimte
- communiebank
- preekstoel

- kabinetskast
- vesperstoel uit de laatste kwart 17e eeuw
- eenklaviersorgel rond 1700
- koperen kroonluchter uit de tweede kwart 17e eeuw
- koperen godslamp uit 1702